# Opiekunka (film 1990)
Opiekunka – amerykański horror z 1990 r. Małżeństwo Phila (Dwier Brown) i Kate (Carey Lowell) przenosi się do Los Angeles, gdzie zatrudniają Camillę (Jenny Seagrove) dla swego nowo narodzonego dziecka. Camilla okazuje się być driadą, istotą nadprzyrodzoną, która zamierza porwać niemowlaka. W końcu, małżeństwo będzie musiało opuścić miasto. Film posiada bogatą warstwę symboliczną.

## Obsada
- Jenny Seagrove – Camilla
- Dwier Brown – Phil
- Carey Lowell – Kate
- Brad Hall – Ned Runcie
- Miguel Ferrer – Ralph Hess
- Natalija Nogulich – Molly Sheridan
- Pamela Brull – Gail Krasno
- Gary Swanson – Allan Sheridan
- Jack David Walker – bandzior
- Willy Parsons – bandzior
- Frank Noon – bandzior
- Theresa Randle – Arlene Russell
- Xander Berkeley – detektyw
- Ray Reinhardt – dr Klein
- Jacob Gelman – Scotty
- Iris Bath – pani Horniman
- Rita Gomez – Rosaria
- Barry Herman – doktor at Birth
- Bonnie Snyder – starsza kobieta
- Chris Nemeth – Jake (niemowlak)
- Craig Nemeth – Jake (niemowlak)
- Aaron Fischman – Jake (niemowlak)
- Josh Fischman – Jake (niemowlak)